# Tanygnathus
Tanygnathus là một chi chim trong họ Psittacidae.